# Бумазюк Павло Петрович
Павло́ Петро́вич Бумазю́к — старший лейтенант Збройних сил України.
Станом на березень 2017 року — начальник штабу- перший заступник командира дивізіону, в/ч А4239.

## Нагороди
За особисту мужність і героїзм, виявлені у захисті державного суверенітету та територіальної цілісності України, вірність військовій присязі під час російсько-української війни нагороджений
- орденом Богдана Хмельницького III ступеня.